# Source (information)
Pour les articles homonymes, voir Source.
 (août 2016).
Si vous disposez d'ouvrages ou d'articles de référence ou si vous connaissez des sites web de qualité traitant du thème abordé ici, merci de compléter l'article en donnant les références utiles à sa vérifiabilité et en les liant à la section « Notes et références ».
Une source, ou source d'information, est l'origine d'une information. La source permet de porter un jugement sur la validité ou la fiabilité d’une information puisqu’elle tend à déceler et à rapporter les intentions des personnes ou entités productrices d’information. Autrement formulé, tout ce qui fournit des informations ou du contenu permettant d'éclairer une réflexion et une recherche sur un sujet donné peut être considéré comme une source d'information.
Les métiers de la recherche, de l'information et de la communication font appel à différentes sources pour obtenir une information et/ou la vérifier.
Se renseigner sur la source, c’est s’intéresser à la nature et au lieu originel de discours d’une information. Cela permet, entre autres, de mettre en évidence sa véracité ou fiabilité, sa pertinence et l’utilité de son utilisation.
Le concept de « source » ne doit pas être confondu avec celui de « référence ». Une référence ne prétend qu'à l'identification objective et raisonnée d'éléments bibliographiques, dont le nom de l'auteur, relatifs au document.

## Historique
À l'origine, la question de la classification et de la validation des sources a été posée en historiographie, lorsque les historiens discutèrent de l'écriture de l'histoire et de la manière dont la connaissance du passé est obtenue à travers le problème de la méthode historique.

## Origines des termes source primaire et source secondaire
Les expressions sources primaire, source secondaire et source tertiaire sont relativement récentes; par exemple:
- en 1837, Jean-François Thurot, Dugald Stewart écrivent "que la conscience et la perception sont les fondements de toute certitude, que le raisonnement n'en est qu’une source secondaire, et que l’opposer ou le préférer aux faits qui nous sont immédiatement connus, c’est contredire la nature de notre intelligence."[4]
- en 1843-1844, Jacques Matter, écrit « Tertullien, dans son traité contre les Valentiniens, ne nous offre qu’une source secondaire de leurs opinions »[5].

## Nature des sources
On distingue généralement les sources orales et les sources écrites.
- Les sources orales sont les propos tenus par les témoins d'un événement, les spécialistes d'un sujet ou les personnalités concernées par l'information.
- Les sources écrites sont constituées de textes originaux (manuscrits, correspondance, comptes rendus, etc.), de documents officiels et d'ouvrages (autobiographies, mémoires de recherche, exposés scientifiques, etc.), dits de référence, qui permettent de valider l'authenticité de l'information. Ces textes, appelés « sources bibliographiques », sont généralement cités en note par l'auteur ou le journaliste. On parle alors de « citer ses sources ».

## Trois catégories de sources
Usuellement, notamment dans certains milieux, pour estimer la proximité ou la distance entre une source et son sujet, 
trois catégories ont été conceptualisées, :
- celle des sources primaires, qui sont des documents de première main, c'est-à-dire faisant apparaître des informations brutes[évasif] ;
- celle des sources secondaires, qui sont des documents fondés sur des sources primaires et qui réalisent un travail de synthèse, de recoupement, d'analyse, de reformulation, de confrontations, etc. d'informations de sources primaires ;
- et celle des sources tertiaires, qui sont une sélection et une compilation de sources primaires et secondaires.

Selon sa nature, une source écrite peut appartenir à l'une ou l'autre des catégories.
Il n'existe pas de critère universel pour procéder au classement d'une source dans l'une de ces cases, et compte-tenu de cette subjectivité, ce type de classement peut obéir à des conventions disciplinaires, ainsi cette distinction et cette classification peuvent être différentes d'une discipline à l'autre,.

### Source primaire

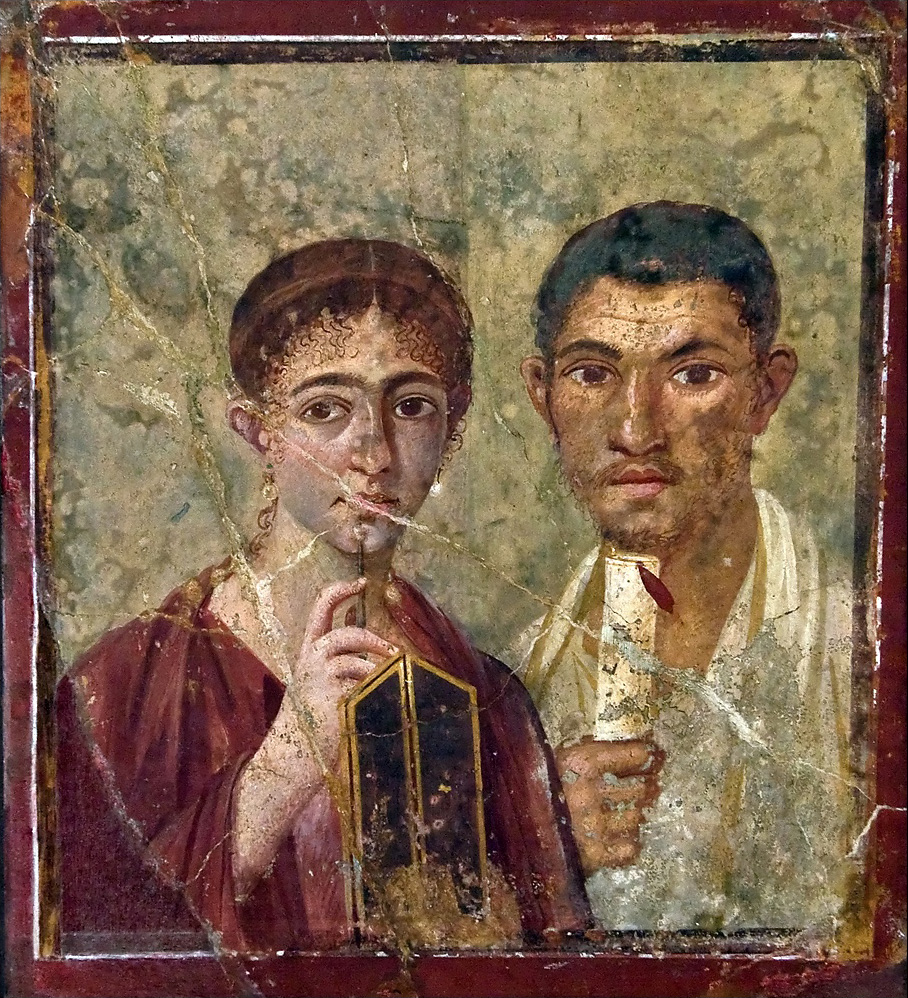
Cette fresque murale trouvée à Pompéi est un exemple de source primaire sur un couple pompéien aux temps romains.

Une source primaire est « une information recueillie directement par l'auteur d'un document » ou, autrement formulé, un « ouvrage origina[l] qui [a] été créé pendant la période étudiée ». Il s'agit donc d'un document de première main que l'on utilise pour s'informer sur un sujet. Cela peut être un courrier, un journal intime, une œuvre littéraire ou philosophique, un article de presse, une vidéo, un extrait d'état civil, des données brutes d’expérimentation, un document des archives publiques, un objet d'époque… Cette source n'a pas été retravaillée par l'historien ou le scientifique ; elle sert à la formation des sources secondaires et tertiaires. Elle peut cependant faire l'objet d'une interprétation dans une publication scientifique.
Les sources primaires sont particulièrement importantes dans les études bibliques. Les exégètes doivent en effet revenir le plus possible aux sources originelles des textes de la Bible (en hébreu, ou en grec), ou simplement se demander dans quelle langue étaient écrits les textes originels.
- En science de la nature, les sources primaires peuvent être, à titre d'exemples, des notes ou cahiers d'observation, des protocoles expérimentaux, des données ou résultats bruts[10] ou encore des cahiers de laboratoire ou des cahiers de manipulation dans lequel sont consignées les expériences menées.
- En sciences humaines et sociales, par exemple en ethnographie ou en sociologie, les sources primaires sont notamment constituées d'enregistrements ou de transcriptions d'entretiens, de correspondances, de dessins, de peintures, de photographies et d'objets collectés sur le terrain, de prises de notes ou de journaux, mais aussi de sondages, de statistiques ou de témoignages[10]. On peut aussi mentionner, en littérature, les textes, manuscrits et romans d'écrivains.

En journalisme, une source primaire est souvent le rapport d'un témoin d'un événement, la publication officielle des résultats d'une élection. C'est pour cette raison qu'une source primaire n'est pas forcément synonyme de fiabilité : il s'agit d'un matériau brut qui doit être analysé, évalué et critiqué. En histoire par exemple, différentes sources primaires relatives à un même événement peuvent le décrire de manière très différente. En physique, un instrument d'observation peut être mal calibré et produire des données erronées. C'est pourquoi l'étude de la validité, le recoupement des sources et l'exercice du doute scientifique restent de rigueur dans l'exploitation des sources primaires.

### Source secondaire
Une source secondaire (également appelée, selon les domaines « source de seconde main », « source savante » ou « source scientifique ») est une « information recueillie par quelqu'un d'autre que la personne qui la cite, l'analyse dans un document ou l'utilise à d'autres fins », « un ouvrage analytique qui interprète les sources primaires », ce qui signifie qu'il y a « reformulation ». 
Cette section ne s'appuie pas, ou pas assez, sur des sources secondaires ou tertiaires indépendantes du sujet.

Pour l'améliorer, ajoutez-en, ou placez des modèles {{Source secondaire souhaitée}} ou {{Source secondaire nécessaire}} sur les passages mal sourcés. (novembre 2024)
L'expression est employée en recherche, par exemple dans les sciences humaines, notamment par les chercheurs en histoire pour désigner les travaux historiques se présentant comme des travaux de synthèse fondés sur des sources primaires et, souvent, sur la consultation d'autres sources secondaires. La plupart des monographies d'histoire écrites par des chercheurs qui sont publiées de nos jours sont des sources secondaires. La source secondaire typique rapporte des événements passés en même temps qu'elle fait un travail de généralisation, d'analyse, de synthèse, d'interprétation et/ou d'évaluation de ces événements.
Un exemple de source secondaire pourrait être un article scientifique évalué par les pairs (dans le cadre par exemple des revues à comité de lecture), une thèse, la biographie d'un personnage historique créant une narration cohérente à partir de divers documents primaires tels que des lettres, des journaux intimes, des articles de presse et des archives publiques. Ladite source ferait en outre probablement usage de sources secondaires, telles que des biographies antérieures. La plupart des sources secondaires (mais pas toutes) font grand usage de citations. Les études faites par un tiers sur tel ou tel penseur, écrivain, artiste, scientifique, etc. constituent un autre type de source secondaire. Ainsi, par exemple, l'autobiographie rédigée par le naturaliste Charles Darwin est une source primaire, tandis qu'une étude sur la vie et la pensée de Darwin qui utiliserait des éléments de cette autobiographie est une source secondaire.
La distinction entre sources primaires et secondaires relève souvent de l'usage. Ainsi, on considère en général que les biographies sont des sources secondaires, mais si un historien faisait un travail de recherche sur l'histoire de l'écriture de biographies en un certain lieu ou à une certaine époque, celles-ci deviendraient les sources primaires de son étude – les biographies deviendraient elles-mêmes les documents à analyser en tant que produits de leur temps. Beaucoup de sources secondaires emploient d'autres sources secondaires comme sources primaires, en partie parce que toutes les sources secondaires sont elles-mêmes écrites « à leur époque » et dans un certain contexte académique et culturel, une caractéristique qui est d'ordinaire plus évidente dans le cas des sources primaires.
Les sources secondaires sont souvent examinées par un comité de lecture et produites par des institutions où la rigueur méthodologique a de l'importance pour les réputations de l'auteur et de sa maison d'édition, tout comme celle de son centre de recherches. Les historiens, et d'une façon générale tous les scientifiques (tant dans les sciences exactes que dans les sciences humaines), soumettent tant les sources primaires que secondaires à des examens très minutieux.
Nombreux sont les chercheurs à avoir commenté la difficulté à produire des narrations du type source secondaire à partir des « données brutes » qui sont la matière du passé. L'historien et philosophe Hayden White a abondamment écrit sur les stratégies rhétoriques employées par les historiens pour narrer le passé et sur le genre de postulats concernant le temps, l'histoire et les évènements qui sont mêlés à la trame même de la narration historique. La question de la relation exacte entre les « faits historiques » et le contenu de « l'histoire écrite » a en tous cas été un sujet de discussion entre historiens depuis au moins le XIXe siècle, au moment où la profession d'historien apparut sous sa forme contemporaine.
En règle générale, les historiens modernes préfèrent se reporter aux sources primaires (s'il en existe) et en chercher de nouvelles, parce que les sources primaires, qu'elles soient ou non exactes, offrent de nouvelles approches des questions historiques. La plus grande partie de l'histoire repose de nos jours sur un recours intensif aux archives afin de découvrir des sources primaires utiles.

### Source tertiaire
Là où une source primaire présente des matériaux fournis par le témoin de première main d'un phénomène et où une source secondaire fournit des commentaires, des analyses et une critique de sources primaires, une source tertiaire est une sélection et une compilation de sources primaires et secondaires,. Si la distinction entre « sources primaires » et « sources secondaires » est essentielle dans l'historiographie, la distinction entre ces dernières et les « sources tertiaires » est plus anecdotique et relève davantage de la pratique académique que du contenu. On peut résumer l'approche en disant que les sources d'information tertiaires sont celles qui « doivent être utilisées pour repérer efficacement l’ensemble de la documentation classifiée sous les catégories secondaires et primaires ».
Les bibliographies, les catalogues de bibliothèques, les répertoires, les listes de lectures conseillées, les articles proposant des tours d'horizon, les bases de données spécialisées, les index et registres sont des exemples typiques de sources tertiaires,,. Les encyclopédies et les traités sont des exemples de matériaux qui comprennent à la fois des sources secondaires et des sources tertiaires, présentant d'un côté des commentaires et des analyses tout en essayant de l'autre côté de donner une vue synoptique des matériaux disponibles sur le sujet. Ainsi, les articles de l'Encyclopædia Universalis sont certainement un exemple caractéristique de documents analytiques et synthétiques des sources secondaires, en même temps qu'une tentative de fournir le genre de couverture exhaustive associée aux sources tertiaires. Wikipédia peut quant à elle être considérée comme une source uniquement tertiaire, puisqu'il s'agit de mettre en ligne du contenu vérifié, et non de dire « la vérité ».

## Attribution des sources
Dans le journalisme, l'attribution est l'identification d'informations rapportées (déclarations, documents, rapports, mais aussi photos et images).

## Limites des sources
Dans leur travail, les journalistes, en particulier, essaient de multiplier les sources des informations et de rassembler des sources les plus directes possibles, en vue de les vérifier. En effet, il est possible que plusieurs sources, même réputées fiables, fassent un récit différent d’un même événement.

### Limites des sources secondaires
Les sources secondaires présentent de nombreux bénéfices mais elle peut requérir la validation des données.

## Qualifications des sources

### Dans les services de renseignement politiques, policiers et militaires
Dans les services de renseignement, les sources des informations sont généralement qualifiées. On désigne par l’expression « cotation du renseignement » la procédure d’évaluation de la qualité des renseignements collectés par des sources humaines.

#### En France
En France, la classification la plus communément utilisée est la suivante :
- Sources fiables (A)
- Sources généralement fiables (B)
- Sources pas toujours fiables (C)
- Sources non évaluées (D)

#### Sur Internet
Sur le web, on associe souvent la pertinence de la source (source sûre, source fiable, source incertaine, source douteuse) à sa visibilité (source à fort impact, source influente, source à faible influence immédiate, source sans influence immédiate).
La notion de cotation réelle ou perçue peut être distinguée. Une source peut en effet paraître fiable aux internautes non avisés alors qu'en fait une analyse plus poussée du site permet de mettre en doute sa pertinence.

## Qualité des sources: recherche et interprétation
La qualité des sources est importante : leur origine peut être discutable et la manière de les présenter ou de les interpréter peut mener à des contresens ou à des manipulations[évasif].

### Textes sacrés
Notamment, les textes les plus anciens, comme la Bible ou les récits mythologiques, sont souvent sujets à polémique pour des questions de traduction, de méthode et d'interprétation, comme on l'a vu au sujet des passages cosmologiques du Premier Testament avec la controverse ptoléméo-copernicienne. On peut aujourd'hui le voir dans les débats sur les théories de l'évolution qui peuvent nécessiter de chercher les sources des textes religieux, notamment du Livre de la Genèse.
La recherche des sources des textes sacrés relève de l'exégèse, tandis que leur interprétation est l'objet de l'herméneutique. Une interprétation de ces sources exclusivement dans un sens littéral peut conduire à des erreurs graves d'interprétation, car ces textes ont le plus souvent des significations cachées. Les méthodes d'interprétation traditionnelles distinguent quatre sens de l'Écriture.
Par exemple, l'extrait suivant de la Genèse : « Soyez féconds, multipliez, remplissez la terre et soumettez-la, et dominez sur les poissons de la mer, sur les oiseaux du ciel et sur tout animal qui se meut sur la terre. » (Gn 1,28) peut conduire à des erreurs d'interprétation (voir l'interprétation qu'en fit probablement Descartes).

### Herméneutiques
La recherche de la qualité des sources a occupé le champ d’investigation pour l’herméneutique moderne. Cet intérêt est suscité par le regain de la problématique de l’interprétation de l’histoire et l’avènement des sciences humaines et sociales. Il est présumé que la source est caractérisée par sa capacité d’être interrogée et interprétée. Ce qui relie une source primaire et une source secondaire est l’interprétation. La valeur de l’information d’une source est déterminée par la méthode d’interprétation utilisée. Autrement dit l’interrogation et l’explication déterminent le sens d’une source d’information. Trois approches herméneutiques peuvent être énoncées dans la recherche de sens des sources.
L’herméneutique philologique considère que le sens d’une œuvre est à identifier en rapport avec l’intention de l’auteur. La qualité d’une source relève de l’intention de l’auteur. Schleiermacher est considéré comme un des penseurs importants de ce courant philologique.
Gadamer est un des promoteurs de l’approche de l’herméneutique structuraliste. Ce courant met l’accent sur la structure textuelle et langagière comme élément déterminant du sens de l’œuvre. C’est la structure langagière d’une source qui détermine sa valeur.
Paul Ricoeur est l’une des figures marquantes de l’herméneutique philosophique. Il définit l’herméneutique par le passage de l’explication à la compréhension. Avec ce dernier courant, l’herméneutique ne centralise plus le sens de l’œuvre sur l’auteur ou sur la structure langagière mais sur le monde que déploie l’œuvre devant le lecteur. La qualité de la source ne réside pas dans l’information qu’elle contient, mais la possibilité d’être qu’elle suscite.